# Нобелевская премия
Но́белевская пре́мия (швед. Nobelpriset, англ. Nobel Prize) — самая престижная международная премия, ежегодно присуждаемая за выдающиеся научные исследования, революционные изобретения либо за крупный вклад в культуру или развитие общества.

Медаль, вручаемая лауреату Нобелевской премии

## История

### Альфред Нобель (1833—1896)

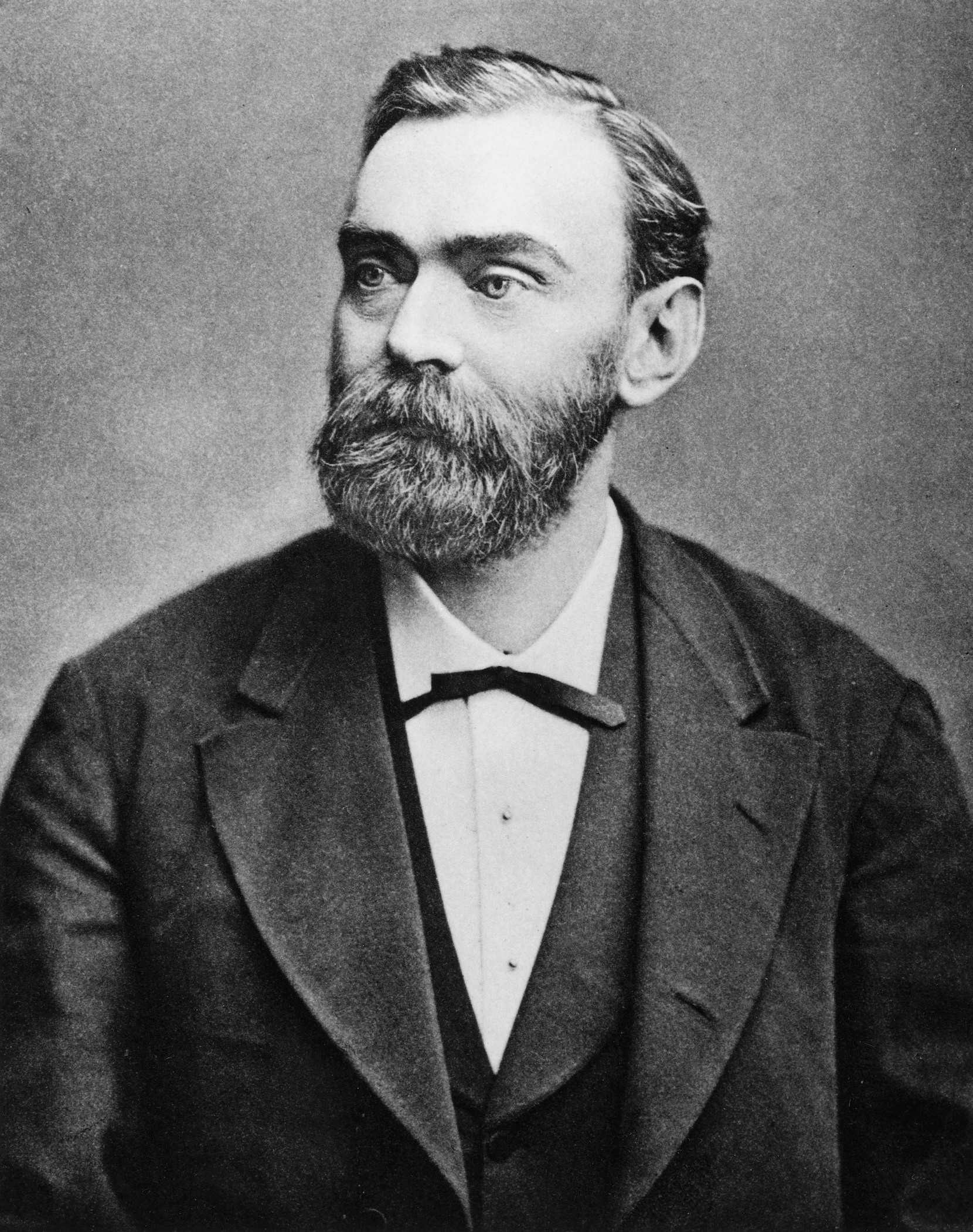
Портрет Альфреда Нобеля

Выдающийся изобретатель и промышленник Альфред Бернхард Нобель родился 21 октября 1833 года в семье инженера Эммануэля Нобеля-младшего (1801—1872) и Каролины Андриетты Нобель (1805—1889) в Шведско-норвежской унии (Стокгольм, Швеция). Сам Альфред является потомком шведского учёного Улофа Рудбека-старшего по отцовской линии. Всего в семье было 8 детей, и Альфред был в ней третьим сыном. Ещё с детства мальчик проявлял интерес к технике, в том числе к взрывчатым веществам. Однако семья жила бедно, в результате чего в живых остались лишь Альфред и два его брата — Роберт и Людвиг Нобели. Когда Альфреду было пять лет, его отец переехал в Санкт-Петербург (Российская империя), где основал машиностроительный завод. Постепенно его бизнес процветал и уже в 1842 году его жена и двое сыновей также переехали в Санкт-Петербург. Образование Альфред получал от репетиторов и магистров искусств, при этом не посещая университет. В семнадцать лет Альфред Нобель свободно владел шведским, русским, французским, английским и немецким языками и интересовался английской литературой, поэзией, химией и физикой.
Для получения иностранного образования в области химического машиностроения Эммануил отправил сына за границу на два года. В ходе поездки Нобель посетил Париж (Франция), где познакомился с французским химиком Теофилем-Жюль Пелузом и его учеником Асканио Собреро, который тремя годами ранее изобрёл нитроглицерин. Вернувшись домой, Альфред устроился на фабрику своего отца и работал там вплоть до банкротства компании в 1859 году. Вдохновившись открытием Собреро, Альфред начал экспериментировать с нитроглицерином, чем привлёк внимание профессора органической химии Николая Зинина. После завершения Крымской войны дела Иммануила Нобеля пошли на спад, и в итоге он решил вернуться в Швецию. Роберт и Людвиг остались в Российской империи, чтобы спасти то, что осталось от семейного бизнеса. Они добились успеха и продолжили развивать нефтяную промышленность на юге России. Альфред вернулся на родину в 1863 году. Там он сосредоточился на разработке нитроглицерина в качестве взрывчатого вещества. Однако после проведённого им взрыва, в результате которого погиб его младший брат Эмиль (родился в Санкт-Петербурге), власти страны признали производство этого вещества опасным. Учёный не отчаялся и в том же году возобновил массовое производство.
Чтобы уменьшить опасность от нитроглицерина, Альфред начал работать с добавками. Некоторое время спустя он смешал нитроглицерин с кизельгур. Полученную смесь он формировал в стержни, а также разработал детонатор, состоящий из фетиля (капсюля), которые необходимо поджечь для активации вещества. В 1867 году Альфред запатентовал своё изобретение на десять лет и назвал его динамитом. Оно значительно сократило стоимость работ со взрывом, бурения туннелей и других видов строительных работ. В 1875 году Нобель изобрёл Гремучий студень (устар. название — гелигнит), одно из мощнейших бризантных взрывчатых веществ. Двенадцать лет спустя он запатентовал баллиститный порох, который во время Великой Отечественной войны использовали в реактивных снарядах М-13 и реактивных системах залпового огня. Динамит и детонирующие капсюли пользовались большим спросом в строительной отрасли, благодаря чему Альфред смог построить заводы в 90 различных местах в 20 странах, тем самым, получив большое состояние. К моменту своей смерти у Альфреда было 355 патентов.
Большую часть своей жизни Альфред Нобель страдал от плохого здоровья. В 1888 году брат Альфреда, Людвиг, умер на лечении в Каннах (Франция). Одна из французских газет спутала его с Альфредом и выпустила некролог с заголовком «Торговец смертью мёртв» (фр. Le marchand de la mort est mort), что его весьма озадачило. К концу своей жизни Альфред Нобель страдал от стенокардии, а постоянные взрывы на его фабриках (часто с жертвами) и связанная с этим плохая репутация, а также нарушения патентных прав и юридические процедуры, вызывали у него многочисленные депрессии. После разногласий с французскими властями в 1891 году Нобель переехал в Сан-Ремо (Италия), где 10 декабря 1896 года мирно скончался от кровоизлияния в мозг в своём доме.
Предчувствуя свою смерть, Нобель писал много завещаний. Пытаясь содействовать миру во всём мире, Альфред начал думать о раздаче своего состояния после смерти. 27 ноября 1895 года в Шведско-норвежском клубе в Париже он составил третье и последнее завещание, по которому большую часть своего состояния он передавал на учреждение Нобелевских премий для «тех, кто в течение предыдущего года принёс наибольшую пользу человечеству» в областях физики, химии, физиологии или медицине, литературы и мира. Это завещание было воспринято скептически и привлекло внимание во всём мире, поскольку в то время пожертвование во имя науки и благотворительности было необычным явлением. Семья Альфреда была против такого вложения, а объявленные им лауреаты отказывались сделать то, о чём он просил в своём завещании. В целом Нобель отдал 94 % своих общих активов, или 31 миллион шведских крон (около 201 млн долларов США в 2024 году) на учреждение Нобелевских премий. Стортинг не одобрял завещание до 26 апреля 1897 года. В конце концов секретарь Рагнар Сольман и адвокат Рудольф Лильеквист, исполнители завещания, основали Фонд Нобеля, предназначенный для управления его состоянием и вручения лауреатам Нобелевских премий.

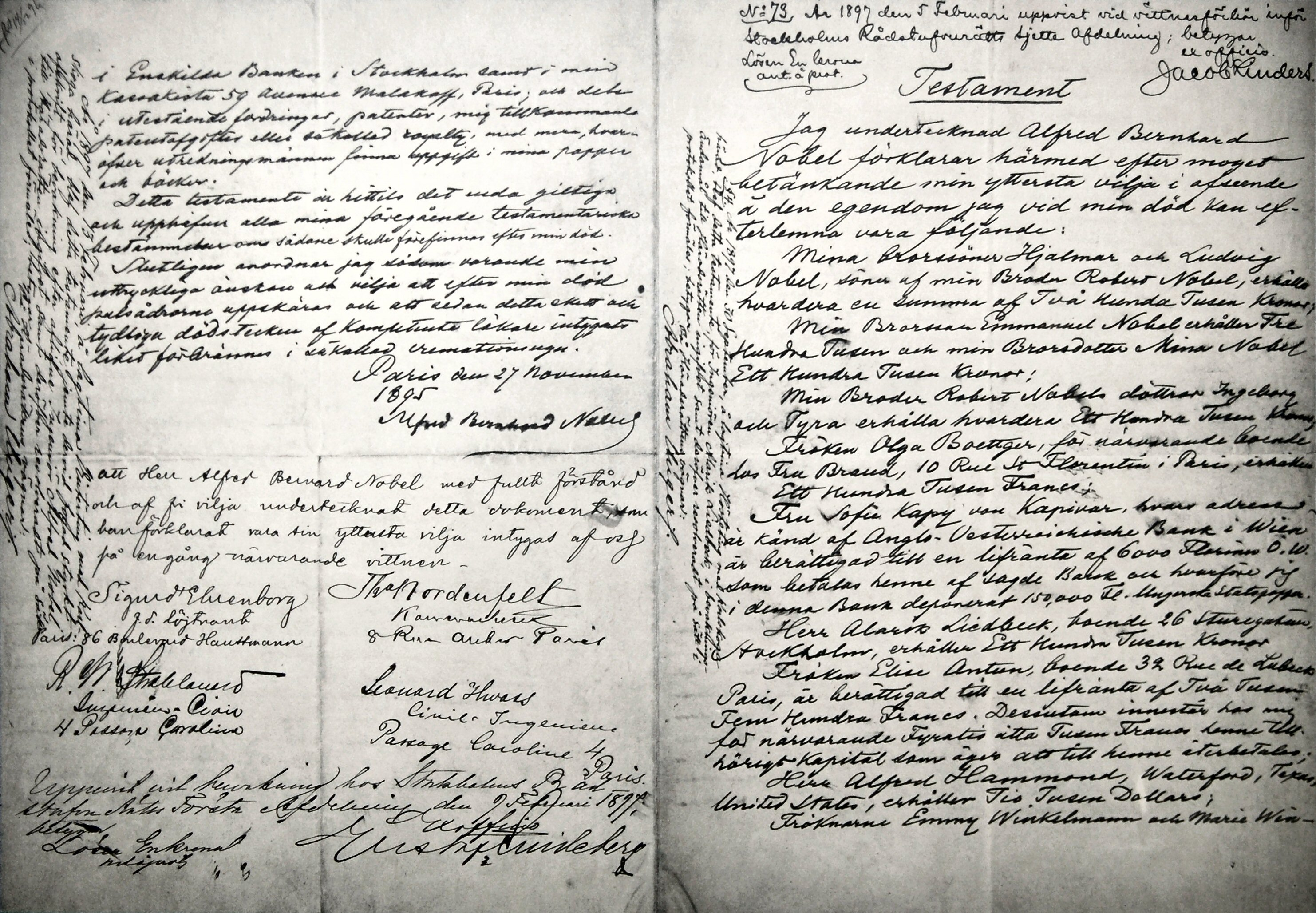
Оборотная (слева) и лицевая (справа) стороны завещания Нобеля

«Всё моё движимое и недвижимое имущество должно быть обращено моими душеприказчиками в ликвидные ценности, а собранный таким образом капитал помещён в надёжный банк. Доходы от вложений должны принадлежать фонду, который будет ежегодно распределять их в виде премий тем, кто в течение предыдущего года принёс наибольшую пользу человечеству. Указанные проценты необходимо разделить на пять равных частей, которые предназначаются: одна часть — тому, кто сделает наиболее важное открытие или изобретение в области физики; другая — тому, кто сделает наиболее важное открытие или усовершенствование в области химии; третья — тому, кто сделает наиболее важное открытие в области физиологии или медицины; четвёртая — тому, кто создаст наиболее выдающееся литературное произведение идеалистического направления; пятая — тому, кто внёс наиболее существенный вклад в сплочение наций, уничтожение рабства или снижение численности существующих армий и содействие проведению мирных конгрессов. Премии в области физики и химии должны присуждаться Шведской королевской академией наук, по физиологии и медицине — Королевским Каролинским институтом в Стокгольме, по литературе — Шведской академией (литературы) в Стокгольме, премия мира — комитетом из пяти человек, который должен быть назначен норвежским стортингом. Моё особое желание заключается в том, чтобы при присуждении премий не принималась во внимание национальность кандидатов и её получали самые достойные независимо от того, скандинавы они или нет».
Оригинальный текст (швед.)Öfver hela min återstående realiserbara förmögenhet förfogas på följande sätt: kapitalet, af utredningsmännen realiserade till säkra värdepapper, skall utgöra en fond, hvars ränta årligen utdelas som prisbelöning åt dem, som under det förlupne året hafva gjort menskligheten den största nytta. Räntan delas i fem lika delar som tillfalla: en del den som inom fysikens område har gjort den vigtigaste upptäckt eller uppfinning; en del den som har gjort den vigtigaste kemiska upptäck eller förbättring; en del den som har gjort den vigtigaste upptäckt inom fysiologiens eller medicinens domän; en del den som inom litteraturen har producerat det utmärktaste i idealisk rigtning; och en del åt den som har verkat mest eller best för folkens förbrödrande och afskaffande eller minskning af stående armeer samt bildande och spridande af fredskongresser. Prisen för fysik och kemi utdelas af Svenska Vetenskapsakademien; för fysiologiska eller medicinska arbeten af Carolinska institutet i Stockholm; för litteratur af Akademien i Stockholm samt för fredsförfäktare af ett utskott af fem personer som väljas af Norska Stortinget. Det är min uttryckliga vilja att vid prisutdelningarne intet afseende fästes vid någon slags nationalitetstillhörighet sålunda att den värdigaste erhåller priset, antingen han är Skandinav eller ej

### Первые вручения
Первые Нобелевские премии были вручены в 1901 году. Первым физиком, получившим эту премию, стал немецкий учёный Вильгельм Конрад Рентген за открытие лучей, названных в его честь. В последние десятилетия XIX века многие химики сделали значительный вклад в науку. Нобелевский комитет, присуждая премию по химии, столкнулся с задачей определить, в каком порядке награждать этих учёных. На соискание премии рассматривалось 20 номинаций, одиннадцать из которых были посвящены нидерландскому химику Якобу Хендрику Вант-Гоффу. В итоге он получил Нобелевскую премию по химии за открытие законов химической динамики и осмотического давления в растворах. В области литературы было представлено 25 номинаций и Шведская академия выбрала Сюлли-Прюдома. Группа из 42 шведских писателей, художников и литературных критиков выступила против решения о награждении, так как они ожидали, что премию получат Генри Джеймс, Генрик Ибсен или Лев Николаевич Толстой. Некоторые литературоведы раскритиковали эту премию, считая Прюдома посредственным поэтом. Американский профессор английского языка Бёртон Фельдман объяснил это тем, что большинство членов академии предпочитали викторианскую литературу, и поэтому выбрали его. В физиологии и медицине первую премию получил немецкий врач и иммунолог Эмиль Адольф фон Беринг за разработку сывороточной терапии при лечении дифтерии, которая в те времена уносила тысячи жизней. Первая Нобелевская премия мира была вручена швейцарскому предпринимателю Жану Анри Дюнану за его роль в создании международного движения Красного Креста и Красного Полумесяца, и французскому политику Фредерику Пасси за его активную работу в области международных миротворческих конференций, дипломатии и арбитража.

### До и после Первой мировой войны
В декабре 1907 года умирает король Оскар II. Королевский двор находился в трауре, в связи с чем праздничных мероприятий по случаю вручения Нобелевских премий не было, однако лауреаты всё же получили свои награды. В период Первой мировой войны (1914—1918) Нобелевские торжества были отменены в Швеции и Норвегии, за исключением церемонии 1917 года, на которой Международный комитет Красного Креста был удостоен Нобелевской премии мира. После войны премии вручались в июне последующего года. В 1920 году мероприятие должно было состояться в июне, однако, из-за смерти кронпринцессы Маргариты Коннаутской, королевская семья вновь отсутствовала на торжестве из-за траура. В связи с этим, церемонию награждения и торжества вернули на декабрь. В 1924 году лауреаты не смогли присутствовать на празднике, из-за чего его снова отменили.

### Вторая мировая война
В период с 1939 по 1943 год Нобелевские торжества были отменены в связи с началом Второй мировой войны. В 1940 году трое членов Нобелевского комитета Стортинга находились в изгнании из-за оккупации Норвегии нацистской Германией, которая длилась до 1945 года. Оставшиеся члены и их заместители продолжали работу комитета. Поскольку Стортинг не мог выбрать новых членов комитета, Нобелевский фонд попросил действующих участников продолжать выполнять свои обязанности на местах. Незадолго до войны Адольф Гитлер запретил учёным Рихарду Куну, Адольфу Бутенандту и Герхарду Домагку получать свои премии, однако они получили их чуть позже. Несмотря на то, что Швеция официально была нейтральна во время Второй мировой войны, премии вручались нерегулярно. В 1939 году Нобелевская премия мира официально не вручалась. В период с 1940 по 1942 год премия не присуждалась ни в одной из категорий, поскольку Норвегия в то время всё ещё находилась под оккупацией Германии. В следующем году премии были присуждены, за исключением премии по литературе и премии мира, причём некоторые лауреаты получили их только в 1944 году.
В январе 1944 года норвежский премьер-министр и коллаборационист Видкун Квислинг и его правительство стремились взять под контроль функции Нобелевского комитета в Норвегии, а также захватить здание Нобелевского института. После консультаций с Министерством иностранных дел Швеции и директором Нобелевского института, представители фонда Нобеля заявили, что Нобелевский институт является собственностью Швеции. Члены комитета, оставшиеся в Норвегии, письменно подтвердили, что в сложившихся условиях не могут продолжать свою работу. Генеральный консул Швеции в Осло, который уже переехал в офис на территории Нобелевского института, взял на себя управление зданием и функциями института. В том же году вновь не было праздничных мероприятий. В 1944—1945 годах Нобелевский фонд совместно с членами Нобелевского комитета в изгнании обеспечили выдвижение номинантов на премию мира 1945 года.

### Нобелевская премия по экономике
В честь своего трёхсотлетия в 1968 году Банк Швеции учредил новую награду — «Премия Шведского национального банка по экономическим наукам памяти Альфреда Нобеля» (швед. Sveriges Riksbanks pris i ekonomisk vetenskap till Alfred Nobels minne), основываясь на своих финансовых обязанностях. Эта премия вручается Шведской королевской академией наук по тем же правилам, что и Нобелевские премии, которые начали вручаться с 1901 года. После внесения премии по экономике в общий список, правление фонда заявило, что в дальнейшем больше не будет добавлять новые премии. Процедура выбора лауреатов осталась такой же. Каждый год академия получает около 250 номинаций, в среднем от ста разных кандидатов. Эта награда не входит в число пяти Нобелевских премий, учреждённых по завещанию Альфреда Нобеля в 1895 году, но при этом она управляется и упоминается Нобелевским фондом вместе с другими Нобелевскими премиями. Первыми лауреатами премии стали норвежский и голландский экономисты Рагнар Фриш и Ян Тинберген за совместную разработку и применение динамических моделей для анализа экономических процессов. По состоянию на 2024 год, премию по экономике памяти Альфреда Нобеля получили 96 человек.

## Фонд Нобеля

Официальный логотип Нобелевского фонда

Нобелевский фонд, или фонд Нобеля (швед. Nobelstiftelsen) был основан 29 июня 1900 года в Стокгольме как частная компания. Его цель заключается в защите интересов организаций, присуждающих Нобелевские премии, а также в содействии их деятельности за пределами страны. В том же году были достигнуты соглашения о базовых принципах вручения премий и только что созданный устав фонда был принят королём Оскаром II. При этом сам фонд не участвует в отборе и окончательном выборе лауреатов. Это делает учреждения, которые вручают премии, полностью независимыми как от правительства, так и от Нобелевского фонда. Главной задачей фонда также является управление состоянием Нобеля для обеспечения финансовой основы премий и процесса отбора лауреатов. С 1946 года Фонд Нобеля был освобождён от всех налогов в Швеции, а семь лет спустя от инвестиционных налогов в Соединённых штатах Америки. Статус, освобождающий организацию от налогов, позволил фонду проводить инвестиционную политику, в которой не доминируют налоговые соображения, характерные для действий многих инвесторов. Однако из-за двух мировых войн и Великой депрессии в 1930-е годы размер премий в реальном выражении уменьшился со 150 000 шведских крон в 1901 году до одной трети этой суммы. В течение 1960—1970 годов стоимость Нобелевских премий возросла, однако инфляция тех лет подорвала их реальную стоимость, что оставило их на прежнем уровне. С 1980-х годов инвестиции фонда стали более прибыльными, а уже в 1991 году Фонду удалось восстановить стоимость премий 1901 года. По состоянию на 2023 год активы, контролируемые Нобелевским фондом, составляли 6,2 млрд шведских крон.
Согласно официальному уставу, фонд должен располагаться в Стокгольме и включать в себя совет, состоящий из пяти человек. Совет выбирает из числа своих членов председателя, вице-председателя и исполнительного директора. Остальных участников выбирают попечители учреждений, присуждающих Нобелевские премии. Директор фонда и его заместитель назначаются советом фонда, а заместители других участников — попечителями. Члены Совета и их заместители назначаются сроком на два года, начиная с мая текущего года. Помимо совета, в состав Нобелевского фонда также входят учреждения, присуждающие премии, их попечители и аудиторы.
Капитал фонда в настоящее время распределён следующим образом: 50 % средств вложено в акции, 20 % — в облигации, а 30 % — в другие инвестиции, такие как хедж-фонды и недвижимость. Это распределение может изменяться в пределах 10 %. В 2008 году 64 % средств были инвестированы в основном в американские и европейские акции, 20 % — в облигации, а 12 % — в недвижимость и хедж-фонды. В 2012 году размер Нобелевской премии снизился на 20 % и составил 1,1 миллиона долларов. Это решение было принято на совещании совета директоров Нобелевского фонда, чтобы сохранить капитал организации в долгосрочной перспективе. Исполнительный директор фонда Ларс Хайкенстен отметил, что управление капиталом должно обеспечивать возможность вручения премий на протяжении долгого времени. В последние годы доходов от капитала не хватало для покрытия расходов на премии и церемонии вручения, поэтому фонд планировал не только сократить размер премии, но и принять другие меры по экономии. В итоге премии выплачивались из процентов от инвестиций.

## Правила премии
Основным документом, регулирующим правила вручения премии, является статут Нобелевского фонда.
Премией могут быть награждены только отдельные лица, а не учреждения (кроме премий мира). Премия мира может присуждаться как отдельным лицам, так и официальным и общественным организациям.
Согласно § 4 статута, одновременно могут быть поощрены одна или две работы, но при этом общее число награждённых не должно превышать трёх. Хотя это правило было введено только в 1968 году, оно де-факто всегда соблюдалось. При этом денежное вознаграждение делится между лауреатами следующим образом: премия сначала делится поровну между работами, а потом поровну между их авторами. Таким образом, если награждаются два разных открытия, одно из которых сделали двое, то последние получают по 1/4 денежной части премии. А если награждается одно открытие, которое сделали двое или трое, все получают поровну (по 1/2 или 1/3 премии, соответственно).
Также в § 4 указано, что премия не может быть присуждена посмертно. Однако, если претендент был жив в момент объявления о присуждении ему премии (обычно в октябре), но умер до церемонии вручения (10 декабря текущего года), то премия за ним сохраняется. Это правило принято в 1974 году, и до этого премия дважды присуждалась посмертно: Эрику Карлфельдту в 1931 году и Дагу Хаммаршёльду в 1961 году. Уже согласно принятому правилу премия сохранилась за Уильямом Викри, умершим в октябре 1996 года через несколько дней после присуждения ему премии. Однако в 2011 году правило было нарушено, когда по решению Нобелевского комитета Ральф Стейнман был награждён Нобелевской премией по физиологии или медицине посмертно, поскольку на момент присуждения премии нобелевский комитет считал его живым.
Согласно § 5 статута, премия вообще может никому не присуждаться, если члены соответствующего комитета не нашли достойных работ среди выдвинутых на соискание. В этом случае призовые средства сохраняются до следующего года. Если же и в следующем году премия не была вручена, средства передаются в закрытый резерв Нобелевского фонда.

## Процедура присуждения премии

### Номинирование кандидатов

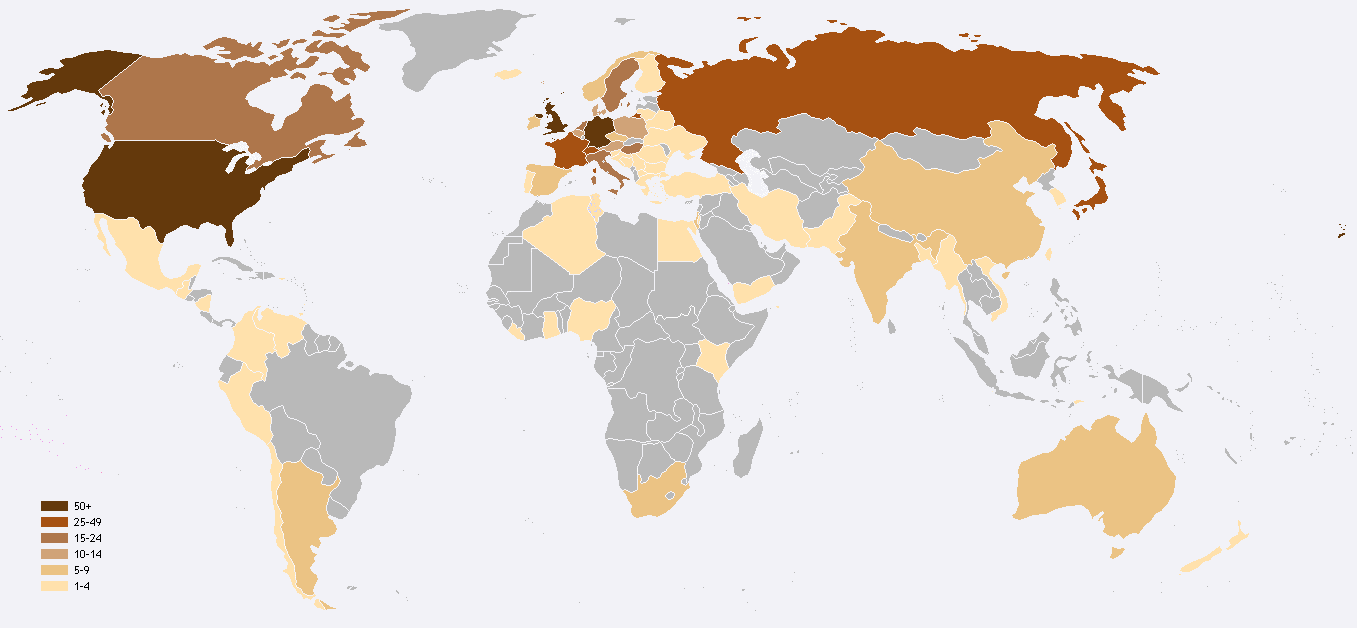
Количество нобелевских лауреатов из различных стран

В завещании Нобеля предусматривалось выделение средств на награды представителям пяти направлений:
1. Физика;
2. Химия;
3. Физиология или медицина;
4. Литература;
5. Содействие установлению мира во всём мире.

Каждый год в сентябре соответствующие Нобелевские комитеты рассылают индивидуальные приглашения тысячам учёных, академиков и профессоров университетов из разных стран с просьбой выдвинуть кандидатов на получение Нобелевских премий на следующий год. Кандидаты, как правило, являются видными учёными в своей области и отбираются таким образом, чтобы в числе номинантов было представлено как можно больше стран и университетов. Номинации на премию поступают в комитеты до 1 февраля и затем изучаются специальными экспертами. Крайний срок возврата форм номинаций — 31 января года вручения премии. Сделав заключительный выбор кандидатов, комитеты рассылают их академиям по области номинанта, например, кандидата в области физики отправляют на рассмотрение учёным-физикам из Академии наук. При этом академии в полном составе могут оспорить рекомендацию комитета, который в итоге может снять кандидатуру учёного. Имена номинантов публично не оглашаются, и им не сообщают, что они рассматриваются на получение премии. Все записи о номинациях на премию архивируются на 50 лет с момента вручения премии. Согласно уставу, премия может быть разделена на три части, а также присуждена организации или ассоциации.

### Выбор лауреатов

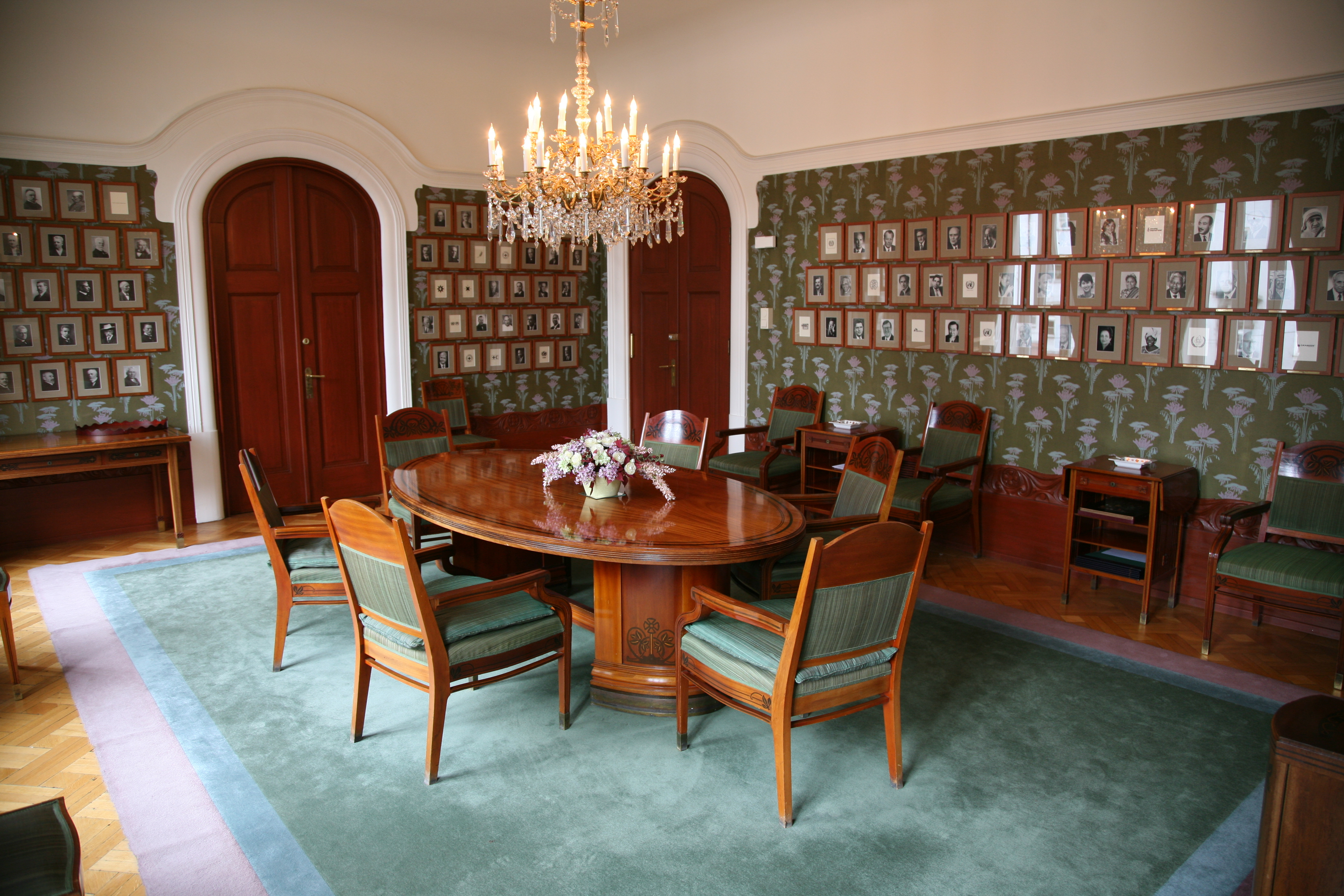
Зал заседаний Норвежского Нобелевского комитета

Максимум три лауреата и две разные работы могут быть выбраны для одной премии. После того, как комитеты сделают свой выбор из числа выдвинутых кандидатов, они предоставляют свои рекомендации учреждениям, которые присуждают премию. В октябре проводится голосование для окончательного выбора лауреатов. Результаты объявляются сразу после голосования. Право выдвигать кандидатуры на Нобелевскую премию принадлежит организациям, присуждающим эту награду, и они определяют, кто может быть выдвинут на неё.
Нобелевские премии присуждают четыре учреждения:
- Шведская королевская академия наук (химия, физика и экономика);
- Шведская академия (литература);
- Нобелевская ассамблея Королевского института (физиология и медицина);
- Норвежский Нобелевский комитет (премия мира).

## Церемония награждения
Нобелевские премии, за исключением премии мира, вручаются в Стокгольме на ежегодной церемонии вручения премий в годовщину смерти Нобеля — 10 декабря. Церемонии вручения премий в Швеции проходят в Стокгольмском концертном зале, а сразу после них в Стокгольмской ратуше проводят Нобелевский банкет. Ранее церемония вручения Нобелевской премии мира проводилась в Норвежском Нобелевском институте (1905—1946) и в актовом зале Университета Осло (1947—1989), а с 1990 года по настоящее время проводится в ратуше Осло. Церемония награждения всегда тщательно спланирована и следует традициям. Кульминацией церемонии вручения Нобелевской премии в Стокгольме становится момент, когда каждый лауреат выходит вперёд и получает премию из рук короля Швеции. В Осло после того, как все гости рассаживаются по местам, лауреатов провожают на первые места. Ровно в час дня в зал входит король Норвегии и норвежская королевская семья, и все присутствующие встают. После того, как все вновь рассаживаются, председатель Норвежского Нобелевского комитета произносит речь, в которой излагаются причины получения лауреатом премии мира, а затем вручает лауреату медаль и диплом. Лауреат также произносит благодарственную речь, которая при необходимости переводится на норвежский язык. Затем под звуки оркестра король выходит вперёд и поздравляет лауреатов, после чего церемония заканчивается. Обычно на вручение премий уходит один час.

### Нобелевский концерт
Нобелевский концерт (швед. Nobels fredspriskonsert) проводится ежегодно 11 декабря после церемонии награждения в честь лауреатов Нобелевской премии мира. Первый концерт состоялся в 1994 году в Национальном театре в Осло. В следующем году концерт повторился, и на нём звучали только классические произведения. В 1998 году концерт проводился на арене «Oslo Spektrum», где были представлены самые разные музыкальные жанры с участием норвежских и международных артистов. Первоначально ведущими шоу были различные норвежские знаменитости или телеведущие. Начиная с 2000 года ведущими в целом стали американцы. В 2015 году концертная площадка была перенесена из «Oslo Spektrum» в «Юнити Арену».

### Нобелевская лекция
Согласно уставу Нобелевского фонда, каждый лауреат обязан прочитать публичную лекцию на тему, за которую он впоследствии получит премию. В течение шести месяцев после получения премии лауреат должен прочитать лекцию по теме его премии. Однако некоторые лауреаты выступали и позже, например, 26-й президент США Теодор Рузвельт получил Нобелевскую премию мира в 1906 году, а лекцию провёл в 1910 году, уже после окончания срока своих полномочий.

### Нобелевский банкет

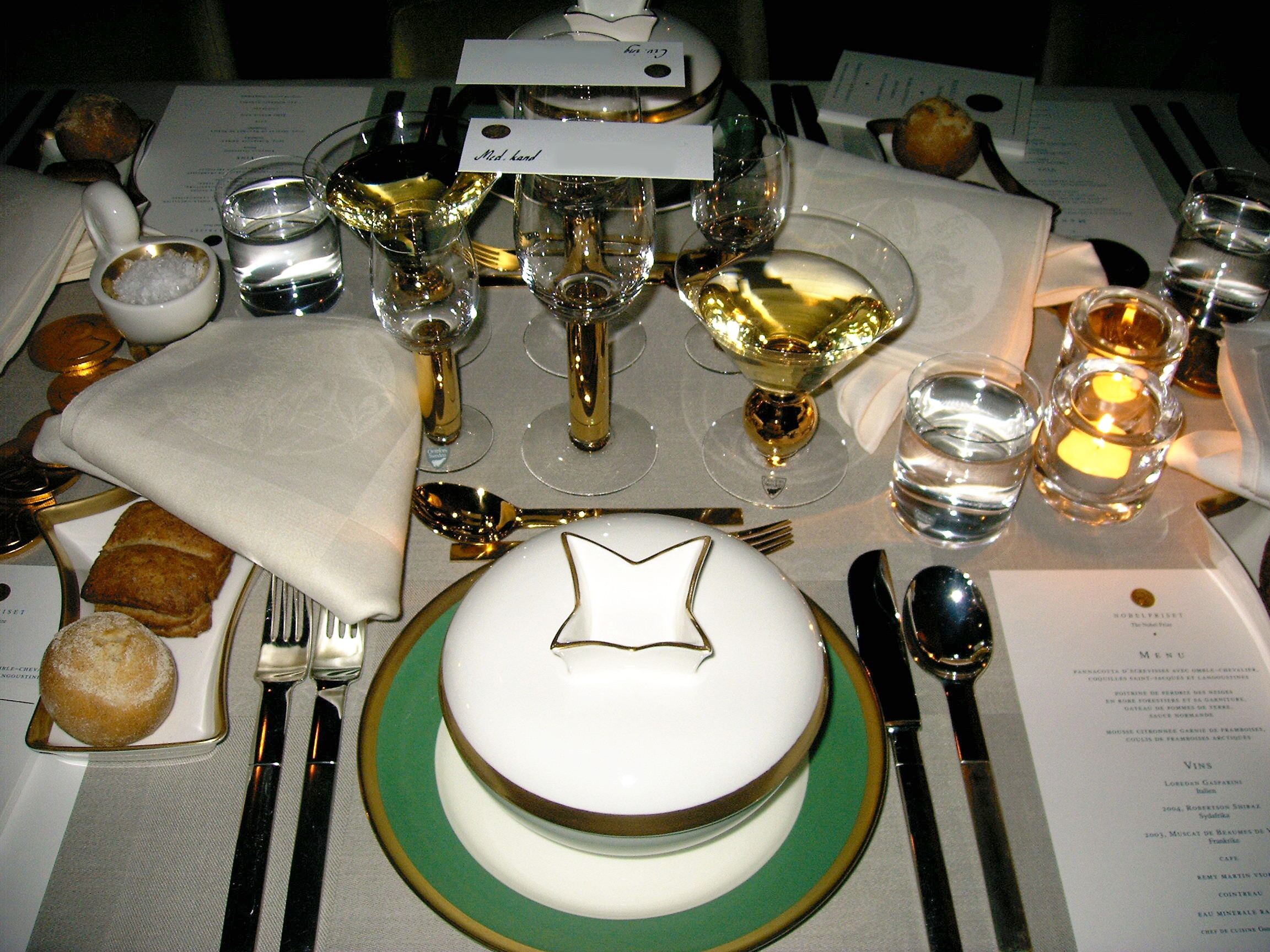
Праздничный стол на Нобелевском банкете в 2005 году в Стокгольме

После церемонии вручения премий в Швеции в Голубом зале в Стокгольмской ратуше традиционно проводится торжественный Нобелевский банкет, при этом на нём также присутствует вся шведская королевская семья. В 1901—1902 года банкет был исключительно мероприятием для мужчин. До 1930-х годов мероприятие проводилось в Зеркальном зале Гранд-Отеля Стокгольма. В 1930 году было принято решение проводить праздник в Золотом зале только что построенной Стокгольмской ратуше. Со временем требовалось больше пространства, в связи с чем банкет перенесли из Золотого зала в Голубой, который может вместить около 1300 гостей. Нобелевский банкет в Норвегии менее торжественен, чем в Стокгольме. Он проходит в Гранд-отеле в Осло и собирает около 250 гостей. Помимо лауреата, в числе гостей присутствуют президент Стортинга, иногда премьер-министр Швеции, а с 2006 года — король и королева Норвегии.
Нобелевский банкет — это официальное торжественное мероприятие, устраиваемое Нобелевским фондом. Форма одежды гостей — фраки и вечерние платья. В разработке меню принимают участие повара «Погребка ратуши» (ресторан при ратуше) и кулинары, когда-либо получавшие звание «Повар года». В сентябре три варианта меню дегустируются членами Нобелевского комитета, которые решают, что будет подаваться «к столу Нобеля». Всегда известен только десерт — мороженое, но до вечера 10 декабря никто, кроме узкого круга посвящённых, не знает, какого оно сорта.

### Нобелевские умы
С 1960-х годов, в рамках Нобелевской недели, лауреаты Нобелевской премии собираются за круглым столом для телевизионной программы под названием «Нобелевские умы» (англ. Nobel Minds). Эта программа имеет научно-популярный характер и рассматривает важные вопросы, связанные с наукой, исследованиями и литературой. Лауреаты делятся своими воспоминаниями о прошлом и теми влияниями, которые привели их к получению Нобелевской премии. В декабре 2024 года участниками программы стали Джеффри Хинтон (лауреат Нобелевской премии по физике), Дэвид Бейкер и Демис Хассабис (лауреаты Нобелевской премии по химии), Гари Рувкун (лауреат Нобелевской премии по физиологии и медицине), а также Дарон Асемоглу и Джеймс А. Робинсон (лауреаты в области экономических наук). Модератором мероприятия стал Зейнаб Бадави из BBC.

## Эквиваленты Нобелевской премии
Многие области науки остались «неохваченными» Нобелевской премией. Возможно, это связано с желанием Нобеля награждать именно те научные достижения, которые «принесли наибольшую пользу человечеству». В связи с известностью и престижностью Нобелевских премий наиболее престижные награды в других областях часто неформально называют «Нобелевскими».

### Математика и информатика
Первоначально Нобель внёс математику в список наук, за которые присуждается премия, однако позже вычеркнул её, заменив премией мира. Достоверная причина неизвестна. С данным фактом связано много легенд, слабо подкреплённых фактами. Чаще всего это связывают с именем ведущего шведского математика того времени Миттаг-Леффлера, которого Нобель невзлюбил по каким-то причинам. Среди этих причин называют либо ухаживание математика за невестой Нобеля, либо то, что тот назойливо выпрашивал пожертвования на Стокгольмский университет. Будучи одним из самых видных математиков Швеции того времени, Миттаг-Леффлер был и главным претендентом на эту самую премию.
Ещё одна версия: у Нобеля была возлюбленная, Анна Дезри, которая потом влюбилась во Франца Лемаржа и вышла за него замуж. Франц был сыном дипломата и в то время собирался стать математиком.
По словам директора исполнительного комитета Нобелевского фонда: «В архивах об этом нет ни слова. Скорее, математика просто не входила в сферу интересов Нобеля. Он завещал деньги на премии в близких ему областях». Таким образом, истории об уведённых невестах и насоливших математиках следует интерпретировать как легенды или анекдоты.
«Эквивалентами» Нобелевской премии по математике являются Филдсовская премия и Абелевская премия, в области информатики — Премия Тьюринга. Премия Абеля дополняет гуманитарную премию Хольберга.

### География
Международная географическая премия Вотрена Люда позиционирует себя как аналог Нобелевской премии в области географии. В этом контексте Премия Вотрена Люда часто упоминается в СМИ, а также в официальных источниках.

### Музыка
Премия Polar Music Prize присуждается ежегодно за исключительные достижения в создании или продвижении музыкальных произведений. Обычно награждается один победитель от мира классической музыки и один представитель популярной. Как и сама Нобелевская премия, эта награда вручается лауреату в Стокгольме лично Королём Швеции Карлом XVI Густавом. Премия целенаправленно учреждена в 1989 году бывшим продюсером и менеджером группы ABBA Стигом Андерсоном в качестве музыкального эквивалента Нобелевской премии. Сперва Андерсон обратился непосредственно в Фонд Нобеля, выразив готовность профинансировать создание официальной музыкальной номинации, но получил тактичный отказ. Тогда он основал специальный призовой фонд при Шведской королевской музыкальной академии. Награда впервые была вручена в 1992 году. С учётом подобных особенностей, Polar Music Prize неформально известна в прессе как «Нобелевская премия по музыке». Сумма выплат каждому победителю составляет 1 млн шведских крон (эквивалент примерно $120 тыс.).

### Искусство
Ежегодно Его Императорское Высочество принц Хитати, почётный покровитель Ассоциации искусств Японии, вручает пять наград «Императорская премия (Praemium Imperiale)», которые, по его словам, восполняют пробел в номинациях Нобелевского комитета — специально разработанные медали, дипломы и денежные премии в пяти областях искусства: живопись, скульптура, архитектура, музыка, театр/кино. Вознаграждение составляет 15 миллионов иен, что равно 195 тысячам долларов.

### Архитектура
За достижения в области архитектуры ежегодно присуждается Притцкеровская премия.

## Критика
- Фактическое несоответствие завещанию в том, что согласно завещанию Нобеля, премия должна присуждаться за открытия, изобретения и достижения, сделанные в год присуждения. Ещё один повод для критики в том, что ряд учёных умирает раньше, чем их открытия или изобретения проходят необходимую для присуждения премии «проверку временем».
- Соответствие лауреатов премии по литературе официальным критериям её присуждения вызывало вопросы ещё в начале XX века[уточнить][85].
- Американский астрофизик Брайан Китинг полагает, что Нобелевские премии в области науки отошли от первоначального замысла Альфреда Нобеля и могут препятствовать научному прогрессу, создавая ненужную, а иногда и разрушительную конкуренцию, ограничивая число лауреатов только тремя людьми[86]. Китинг указывает также, что процесс присуждения Нобелевских премий несправедлив по отношению к женщинам и молодым учёным[87][88].
- Присуждение Антониу Эгаш Мониш в 1949 году Нобелевской премии по физиологии или медицине за лоботомию — крайне опасную и сейчас в большинстве стран запрещённую практику. В начале XXI века к Нобелевскому фонду раздавались призывы отменить премию, которую он присудил Монишу за разработку лоботомии, решение было названо поразительной ошибкой суждения, однако Фонд отказался принимать меры и продолжил размещать статью, защищающую результаты процедуры[89][90].

## Спорные награждения
- Барак Обама, получивший премию мира с формулировкой «За выдающиеся усилия по укреплению международной дипломатии и сотрудничества между народами»[91], был номинирован на премию не позже чем через две недели после того, как стал президентом[92].

## Неоднократное награждение
Премии (кроме премий мира) могут присуждаться только один раз, но в истории присуждения встречались немногочисленные исключения из этого правила.
Пять человек удостаивались Нобелевской премии дважды:
- Мария Склодовская-Кюри, по физике в 1903 и по химии в 1911.
- Лайнус Полинг, по химии в 1954 и премия мира в 1962.
- Джон Бардин, две премии по физике, в 1956 и 1972.
- Фредерик Сенгер, две премии по химии, в 1958 и 1980.
- Барри Шарплесс, две премии по химии, в 2001 и 2022.

### Организации
- Международный комитет Красного Креста трижды удостаивался премии мира, в 1917, 1944 и 1963.
- Управление Верховного комиссара ООН по делам беженцев дважды получало премию мира, в 1954 и 1981.

### Одна семья
В 1903 году Пьер Кюри и его супруга Мария Склодовская-Кюри получили Нобелевскую премию по физике. После смерти мужа, Мария в 1911 году получила вторую Нобелевскую премию — по химии. В 1935 году их старшая дочь Ирен Жолио-Кюри, совместно с супругом, Фредериком Жолио-Кюри, также получили Нобелевскую премию по химии. Таким образом, Ирен Жолио-Кюри — первый нобелевский лауреат, которая являлась ребёнком предыдущих нобелевских лауреатов.

## Нобелевская премия в искусстве
- 13 сентября 2008 на территории Днепропетровского университета экономики и права произошло открытие памятного знака — мемориального символа[93] Планета Альфреда Нобеля. Знак представляет собой гранитный монумент, на котором расположена рука, поддерживающая земной шар. Вокруг него — шлейф, вьющийся за летящей фигуркой женщины, богини науки, разума и интеллекта. На земном шаре — барельефы 802 нобелевских лауреатов, изготовленные из композитного сплава, полученного при утилизации боевых стратегических ракет на Южном машиностроительном заводе[94].
- В 2012 году вышел фильм шведского режиссёра Петера Флинта[швед.] «Последнее завещание Нобеля» (швед. Nobels testamente), сюжет которого развивается вокруг убийства на банкете, посвящённом присуждению очередной Нобелевской премии.

## Шнобелевская премия
Шно́белевские премии, Игнобельская премия, Антинобелевская премия (англ. Ig Nobel Prize) — пародия на Нобелевскую премию. Десять Шнобелевских премий вручаются в начале октября, то есть в то время, когда называются лауреаты настоящей Нобелевской премии, — за достижения, которые сначала вызывают смех, а потом заставляют задуматься (first make people laugh, and then make them think). Премия учреждена Марком Абрахамсом и юмористическим журналом «Анналы невероятных исследований».